# Astrattismo geometrico
Nel 1917 nei Paesi Bassi nasce la rivista De Stijl ed insieme ad essa il movimento artistico del neoplasticismo per opera di vari artisti, tra cui Piet Mondrian (1872-1944). Il loro astrattismo è di tipo geometrico basato sulla creazione di forme pure e bidimensionali.
I principi dell'astrattismo geometrico sono:
- Abolizione della terza dimensione;
- Indipendenza dai valori emotivi, al contrario di quanto afferma Vasilij Kandinskij, la pittura non deve esprimere sentimenti;
- I mezzi espressivi sono la linea e il colore;
- La forma ideale è il rettangolo perché in esso la linea è retta senza l'ambiguità della curva;
- Uso dei colori primari: giallo, blu, rosso.

I capiscuola dell'Astrattismo geometrico in Italia sono stati i cosiddetti astrattisti comaschi e il gruppo di artisti confluiti attorno alla galleria "Il Milione" di Milano.
I nomi di spicco furono Manlio Rho e Mario Radice tra i comaschi, Mauro Reggiani e Luigi Veronesi tra coloro che esponevano a "Il Milione".

## Teorici dell'astrattismo geometrico
- Kazimir Malevič
- Theo van Doesburg
- Piet Mondrian

## Alcuni esponenti dell'astrattismo geometrico
Alberto Magnelli, Piero Dorazio Kazimir Severinovič Malevič, Theo van Doesburg, Piet Mondrian, Nadir Afonso, Josef Albers, Richard Anuszkiewicz, Mino Argento, Max Bill, Ilya Bolotowsky, Nassos Daphnis, Ronald Davis, Tony DeLap, Burgoyne Diller, Thomas Downing, Günter Fruhtrunk, Al Held, Wassily Kandinsky, Ellsworth Kelly, Hilma af Klint, František Kupka, Michael Loew, Agnes Martin, John McLaughlin, Barnett Newman, Kenneth Noland, Ad Reinhardt, Jack Reilly, Bridget Riley, Alexander Rodchenko, Sean Scully, Leon Polk Smith, Frank Stella, Sophie Taeuber-Arp, Victor Vasarely, Giovanni Callisto, Charmion von Wiegand, Zanis Waldheims, Gordon Walters, Neil Williams e Larry Zox.